# Еберсгаузен
Еберсгаузен (нім. Ebershausen) — громада в Німеччині, знаходиться в землі Баварія. Підпорядковується адміністративному округу Швабія. Входить до складу району Гюнцбург.  Складова частина об'єднання громад Крумбах.
Площа — 622 км2. Населення становить 598 ос. (станом на 31 грудня 2020).